# Kristin Cavallari
Kristin Elizabeth Cavallari (Denver, Colorado; 5 de enero de 1987) es una actriz estadounidense, más conocida por ser una de las protagonistas del reality show de MTV Laguna Beach: The Real Orange County, y protagoniza de la serie The Hills.

## Biografía

### Edad temprana
Es la menor de dos hijos. Cuando sus padres se divorciaron, su hermano mayor se mudó con su padre a Laguna Beach (California), mientras que Kristin se mudó con su madre a unos suburbios al noroeste de Chicago (Illinois). Al tener conflictos para adaptarse a la nueva vida de su madre con su padrastro y su hermanastro, Cavallari se mudó a California con su papá y su hermano, y fue inscrita en la secundaria Santa Margarita Catholic en su primer año. Después entró a Laguna Beach High School.

### Carrera
Se encontraba estudiando su primer año de preparatoria cuando la primera temporada de Laguna Beach: The Real Orange County entró en producción. Al mismo tiempo, ella tuvo una relación sentimental muy controvertida con Stephen Colletti ya que estos eran novios, cuando de repente rompían y regresaban de nuevo. El romance de Kristin con Stephen causó una rivalidad con otro miembro del reparto, Lauren Conrad. El triángulo amoroso que llegó a ser uno de los más controvesiales temas de la serie.
Después de su aparición en Laguna Beach, se fue a vivir a Los Ángeles, California y entró a la Universidad de Loyola Marymount. Fue la anfritriona junto con Ethan Erickson del programa "Get This Party Started" de UPN's. Cavallari continuó con su carrera de actuación, obteniendo un papel en la serie de TV Veronica Mars, y también obtuvo una aparición en el video musical de Teddy Geiger, "For You I Will (Confidence)". y también en el nuevo video de Gavin Degraw con la canción titulada "I'm In Love With A Girl".
En septiembre de 2007, empezó en el rodaje del filme The Green Flash. También tiene dos papeles en Fingerprints y Spring Breakdown, ambas producciones se estrenaron en 2008.

### Modelaje y obras de caridad
También modela; apareció en anuncios para Bongo Jeans y ha salido en portadas de revistas como Seventeen, Teen People, Teen Vogue, Rolling Stone, Blender y GQ. En 2006 la revista Maxim la ubicó en la 23.ª posición del Hot 100 List Archivado el 24 de septiembre de 2008 en Wayback Machine. del año, y también fue nombrada como parte de eso "Hottest Women of Reality TV" ese mismo año.
Ha sido parte de "Until There's a Cure", un servicio de campaña de publicidad para hacer conciencia, e incrementar fondos para enfermos con sida y para la investigación y desarrollo de la vacuna contra VIH. En 2006 apareció en anuncios de PETA, y también ha aparecido como portavoz para "We Are Ellis Island", una campaña para la restauración de los edificios históricos de Ellis Island.

### Vida personal y sentimental
Durante la filmación de Laguna Beach, Kristin tuvo una relación amorosa con un miembro del reparto, Stephen Colleti. Al final de la relación con Coletti en 2004. Cavallari empezó a salir con Brody Jenner, hijo del Campeón de Decatlón Olympico Caitlin Jenner. La pareja rompió en 2006.
Ha sido sentimentalmente ligada con Nick Lachey
Salió con el actor Nick Zano desde 2006 hasta diciembre de 2007. También se le ha visto con Bautista Lehmann Hodonckor quien también estuvo con Audrina Patridge a principios del año pasado.
En 2010 comenzó a salir con el quarterback Jay Cutlerde los Chicago Bears y se comprometió con él en abril de 2011. Sin embargo, la relación se terminó en julio de 2011 cuando Cutler canceló el compromiso. En noviembre de 2011, Cavallari confirmó los reportes que afirmaban que la pareja estaba junta nuevamente, comentando en su Twitter, "Esta vez es oficial. Jay y yo estamos comprometidos nuevamente". En enero de 2012, la pareja anunció que Cavallari estaba embarazada. El 8 de agosto de 2012, dio a luz a su primer hijo, Camden Jack. Su segundo hijo, Jaxon Wyatt, nació 7 de mayo de 2014 y el 23 de noviembre de 2015 dio a luz a su primera hija, Saylor James.

## Filmografía

### Como actriz
| Año       | Título                                       | Rol             | Notas                                            |
| --------- | -------------------------------------------- | --------------- | ------------------------------------------------ |
| 2006      | Veronica Mars                                | Kylie Marker    | Episodio: «Versatile Toppings»                   |
| 2006      | Fingerprints                                 | Crystal         | Rol principal                                    |
| 2007      | Cheerleader Camp                             | Julie           | Telefilme                                        |
| 2007      | Cane                                         | Casey           | Episodio: «Family Business»                      |
| 2008      | Green Flash                                  | Lana            | Directamente para video                          |
| 2008      | CSI: NY                                      | Isabelle Vaughn | Episodio: «Forbidden Fruit»                      |
| 2008      | Spring Breakdown                             | Seven #3        |                                                  |
| 2009      | Wild Cherry                                  | Trish van Doren |                                                  |
| 2009      | National Lampoon's Van Wilder: Freshman Year | Kaitlin Hayes   | Directamente para video                          |
| 2011      | The Middle                                   | Ms. Devereaux   | Episodio: «Friends, Lies, and Videotape»         |
| 2012-2013 | The League                                   | Ella misma      | Temporada 4, Episodio 4; Temporada 5, Episodio 3 |

### Como ella misma
| Año       | Título                               | Notas                                                                     |
| --------- | ------------------------------------ | ------------------------------------------------------------------------- |
| 2004-2005 | Laguna Beach: The Real Orange County | 28 episodios                                                              |
| 2006      | Get This Party Started               | Invitada; 2 episodios                                                     |
| 2009-2010 | The Hills                            | 23 episodios                                                              |
| 2011      | RuPaul's Drag Race                   | Invitada; Temporada 3, Episodio 5                                         |
| 2011      | America's Next Top Model             | Juez invitado; Temporada 17, Episodio 3                                   |
| 2011      | Dancing with the Stars               | Concursante; Temporada 13, eliminada en la semana 3                       |
| 2012      | Cupcake Wars                         | Juez invitado; Temporada 6, Episodio 9: «Kristin Cavallari's Baby Shower» |
| 2016      | Project Runway All Stars             | Juez invitado; Temporada 5, Episodio 9                                    |
| 2018-2020 | Very Cavallari                       | 30 episodios, también productora ejecutiva                                |
| 2019      | Paradise Hotel                       | Anfitriona; 7 episodios                                                   |
| 2021      | The Hills: New Beginnings            | Invitada especial; 2 episodios                                            |